# 津谷正明
津谷 正明（つや まさあき、1952年6月22日 - ）は、日本の実業家。ブリヂストン取締役代表執行役CEO兼取締役会長を経て、同社取締役会長。元日本自動車タイヤ協会会長、元タイヤ公正取引協議会会長。

## 人物・経歴
東京都出身。東京都立青山高等学校を経て、1976年一橋大学経済学部を卒業し、株式会社ブリヂストンに入社。1983年シカゴ大学経営大学院修了、MBA取得。妻で、慶應義塾大学経済学部教授の津谷典子とは、シカゴ大学留学中に知り合った。
ブリヂストンでは、長く国際業務を担当。2006年ブリヂストン執行役員グループCEO室担当に就任。2008年取締役常務執行役員に昇格。2011年からは代表取締役専務執行役員を務めた。
2012年ブリヂストン代表取締役執行役員CEO（最高経営責任者）に就任。会見で、国内事業を固め、その上でグローバル事業を展開も行うとの方針を述べた。同年、世界金融危機などで、信用不安の続く欧州のタイヤ工場で2割程度を行う一方、ブリヂストン製のタイヤの販売がまだなされていないミャンマーに販売会社を設置する方針を明らかにした。また、ポーランドの工場では、生産能力の5割以上の増強を行った。2012年には1億4400万円の役員報酬を、2013年にも1億4400万円の役員報酬を受けた。
2012年日本自動車タイヤ協会会長、タイヤ公正取引協議会会長。2013年からブリヂストン代表取締役取締役会長兼執行役員CEO（最高経営責任者）。2016年3月、同社の指名委員会等設置会社移行に伴い、取締役代表執行役CEO兼取締役会長となる。2020年ブリヂストン取締役会長。